# لاري ماكورميك
لاري ماكورميك هو سياسي كندي، ولد في 4 يناير 1940، وتوفي في 3 مايو 2011. حزبياً، نشط في الحزب الليبرالي الكندي. وقد انتخب عضو مجلس العموم الكندي.